# 1473
1473 (MCDLXXIII) var ett normalår som började en fredag i den julianska kalendern.

## Händelser

### Okänt datum
- Under perioden 1473–1477 hålls ett otal möten där svenskarna förhalar frågan om Kalmarunionens återupptagande. Detta år hålls ett sådant möte i Kalmar.
- Axelssönerna skickar en krigsexpedition till Livland, med avsikt att återinsätta den avsatte Johann Wolthus von Herse som livländsk landmästare.
- Lödöse vid Göta älv flyttas och får namnet Götaholm (senare Nya Lödöse).[1]
- Kyrkomålaren Albertus Pictor övertar Johan Målares verkstad i Stockholm.
- Genom en riksförordning får Stockholms guldsmeder överuppsikt över alla andra guldsmeder i Mellansverige.
- Sixtinska kapellet uppförs av Sixtus IV.

## Födda
- 19 februari – Nicolaus Copernicus, polsk astronom.
- 17 mars – Jakob IV, kung av Skottland 1488–1513.
- 14 augusti – Margaret Pole, grevinna av Salisbury, saligförklarad.
- 17 augusti – Rikard av Shrewsbury, hertig av York.
- Thomas Howard, 3:e hertig av Norfolk.
- Benvenida Abrabanel, sefardisk-italiensk bankir.

## Avlidna
- 24 december – Johannes av Kęty, polskt helgon.
- Katarina Petersdotter, svensk abbedissa.

### Fotnoter
1. ↑  ”Cyber City”. Arkiverad från originalet den 29 december 2010. https://web.archive.org/web/20101229101946/http://www2.historia.su.se/urbanhistory/cybcity/stad/goteborg/historia.htm. Läst 25 mars 2011.